# Кидышевское сельское поселение
Кидыше́вское се́льское поселе́ние — муниципальное образование в Уйском районе Челябинской области Российской Федерации.
В рамках административно-территориального устройства муниципальное образование  соответствует административно-территориальной единице Кидышевский сельсовет.
Административный центр — село Кидыш.

## История
Статус и границы сельского поселения установлены Законом Челябинской области от 17 сентября 2004 года № 278-ЗО «О статусе и границах Уйского муниципального района и сельских поселений в его составе»

## Население
| 2002  | 2010  | 2011  | 2012  | 2013  | 2014  | 2015  |
| ----- | ----- | ----- | ----- | ----- | ----- | ----- |
| 1915  | ↘1461 | →1461 | ↗1467 | ↘1443 | ↘1410 | ↘1386 |
| 2016  | 2017  | 2018  | 2019  | 2020  | 2021  |       |
| ↘1349 | ↘1314 | ↘1283 | ↘1251 | ↘1237 | ↗1246 |       |

## Состав сельского поселения
| № | Населённый пункт | Тип населённого пункта       | Население |
| - | ---------------- | ---------------------------- | --------- |
| 1 | Бирюковский      | посёлок                      | ↘231      |
| 2 | Гусары           | деревня                      | ↘216      |
| 3 | Кидыш            | село, административный центр | ↘1014     |